# Терри (фильм)
Терри (англ. Terri) — независимая американская драмеди 2011 года, повествующая о прогрессе школьного изгоя.

## Сюжет
Тучный подросток Терри (Джейкоб Высоцки) живёт вместе с дядей-маразматиком, Джеймсом (Крид Брэттон). Кроме него Терри практически ни с кем не общается, проводя каждый день в апатии. Он считает себя школьным изгоем, хотя ничего против такого положения не предпринимает, постоянно приходя в школу в ночной пижаме. Частые опоздания приводят Терри в кабинет администратора школы, мистера Фитцджеральда (Джон К. Рейли). Тот общается с учениками нетрадиционно, на равных, и еженедельные встречи с ним благотворно влияют на Терри.
Однажды в классе Терри становится свидетелем фингеринга между одноклассниками, что позже замечают и другие. После этого пару собирались исключить из школы, но Терри уговаривает Фитцджеральда простить девушку, Хизер (Оливия Крочиккия). Остальные ученики перестают общаться с опозоренной одноклассницей, и та сближается с Терри. Терри приглашает её к себе домой, но туда же нагло заявляется Чад (Бриджер Задина) — импульсивный изгой школы и новый друг Терри. В последовавшем алкогольно-наркотическом трипе Чад нашёл необычный способ напи́сать в штаны, а Терри получил возможность заняться сексом с одной из красивейших девушек школы.

## Выход и реакция
Премьера фильма прошла на Сандэнсе в январе 2011 года. 1 июля того же года фильм вышел в ограниченный прокат, и в дебютный уикенд стал 2-м по средним кассовым сборам на кинотеатр после блокбастера «Трансформеры 3: Тёмная сторона Луны».
Критики приняли фильм в основном положительно, отмечая интересный сценарий о казалось бы скучном герое и правдоподобную игру Высоцки. Роджер Эберт включил «Терри» в список лучших фильмов года.